# Angaur
Angaur (Nhật: アンガウル Hepburn: Angauru) hay Ngeaur là một hòn đảo trong đảo quốc Palau. Hòn đảo, hình thành nên nhà nước của nó, có diện tích 8 km² (3 mi²). Với dân số 130 vào năm 2012. Bang có làng Ngeremasch ở phía tây. Ngôi làng thứ hai, Rois, ngay lập tức ở phía đông Ngeremasch.

Bản đồ của Bang Angaur trong Palau (nơi truyền thống).

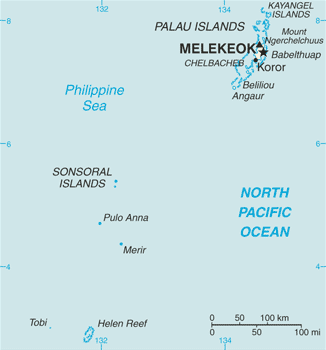
Vị trí của Angaur (phía trên bên phải)

Lần đầu tiên nhìn thấy Angaur, Babeldaob, Koror và Peleliu được ghi lại bởi người phương Tây là do đoàn thám hiểm Tây Ban Nha Ruy López de Villalobos vào cuối tháng 1 năm 1543. Họ đã sau đó được xếp hạng là Los Arrecifes (The Reefs in Spanish). Vào tháng 11 và tháng 12 năm 1710, ba hòn đảo này một lần nữa được thăm và khám phá bởi đoàn thám hiểm truyền giáo Tây Ban Nha do Thị trưởng Sargento và Francisco Padilla trên tàu của patache Santísima Trinidad. Hai năm sau, chúng được khám phá chi tiết bởi đoàn thám hiểm của sĩ quan hải quân Tây Ban Nha Bernardo de Egoy.
Từ năm 1909 đến năm 1954, diễn ra trên Angaur, ban đầu là bởi người Đức, sau đó là người Nhật và cuối cùng là người Mỹ. Angaur là nơi diễn ra trận chiến lớn Thế chiến II. Battle of Angaur là một phần của chiến dịch tấn công lớn hơn được gọi là Forager Forager diễn ra từ tháng 6 đến tháng 11 năm 1944. Nhiều di tích chiến đấu của Mỹ và Nhật Bản vẫn còn rải rác khắp đảo. Tiểu đoàn pháo binh phòng không số 7 dưới quyền trung tá Henry R. Paige từng là lực lượng đồn trú cho phần còn lại của Chiến tranh. Angaur là nơi duy nhất ở Micronesia có khỉ hoang; chúng là hậu duệ của macaques đã trốn thoát trong thời kỳ chiếm đóng của Đức. Do đó, nó còn được gọi là Đảo Khỉ.
Đảo Angaur nằm ở phía tây nam của Peleliu, và đây là một địa điểm lướt sóng nổi tiếng. Angaur có thể truy cập bằng thuyền và máy bay nhỏ, và Belau Air có dịch vụ cho Angaur Airstrip. Từ năm 1945 đến 1978, Lực lượng Bảo vệ Bờ biển Hoa Kỳ vận hành trạm phát Loran, LORSTA Palau, như một phần của hệ thống dẫn đường LORAN trên toàn thế giới. Phía đông của đảo chủ yếu là cát với những mỏm đá, trong khi phía tây của đảo có một đầm nhỏ với một cảng cá và giao thông nhỏ.